# She's Your Lover Now
She's Your Lover Now è una canzone scritta dal cantautore Bob Dylan e registrata per il suo album del 1966, Blonde on Blonde, ma alla fine mai pubblicata. Racconta di una "storia drammatica di tre personaggi, di cui uno solo è l’oratore della vicenda – il cantante – e sta tentando di svelare un groviglio di emozioni complicate." 

## Incisione
La terza sessione di Blonde on Blonde, svoltasi il 21 gennaio 1966, nello Studio A della Columbia Records di New York, si è concentrata interamente sull'abbozzo di She's Your Lover Now. Sono state registrate 19 tracce tra le 14:30 e le 2:30 di notte, tra cui diverse false partenze. La traccia più completa realizzata con l’intera band fu la numero 19, che è stata successivamente pubblicata su The Bootleg Series Volumes 1-3 (Rare & Unreleased) 1961-1991.
Sul foglio di registrazione ogni incisione di She's Your Lover Now venne intitolata Just a Little Glass of Water, che era il nome della canzone in fase di lavorazione.
La traccia numero 6 apparve su The Bootleg Series Vol. 12: The Cutting Edge 1965–1966; inoltre altre versioni del brano apparvero su edizioni deluxe o da collezione.

## Il brano
She's Your Lover Now è in chiave di Do♯ e segue una progressione di accordi simile a quella di Like a Rolling Stone (DoM-Rem-Mim-FaM-SolM).

### Testo
Nelle note di copertina della serie Bootleg, il biografo John Bauldie afferma che "è praticamente impossibile rendere giustizia alla sua realizzazione senza scrivere un'intera dissertazione sui molti livelli simultanei che reggono questa canzone".
Poiché questa registrazione di She's Your Lover Now si interrompe prima del finale, mancano gli ultimi versi della canzone:
While your mouth cries "I'm not scared

Of animals like you."

And you, there's been nothing of you I can recall;

I just saw you that one time. You were just there, that's all.

But, I've already been kissed,

I'm not gonna get into this.

I couldn't make it, anyhow.

You do it for me,

You're her lover now.»
mentre la tua bocca grida

"Non ho paura di animali come te"

E tu, non c'è davvero nulla di te che io riesca a ricordare

Ti ho visto solo una volta e tu te ne stavi lì, questo è tutto

Ma mi hanno già baciato

Non ci entrerò in questo

Non posso farcela in alcun modo

Fallo tu per me

Tu sei il suo uomo adesso»
(She's Your Lover Now, Bob Dylan)
Questa strofa è assente anche nei testi ufficiali che compaiono nella raccolta Writings and Drawings e sul sito ufficiale del cantautore.

## Formazione
- Bob Dylan: chitarra, voce
- Robbie Robertson: chitarra
- Garth Hudson: organo
- Rick Danko: basso
- Richard Manuel: pianoforte
- Sandy Konikoff: batteria

Tuttavia, è stato ipotizzato che Garth Hudson, Richard Manuel e Sandy Konikoff non abbiano suonato questa versione. Sarebbero stati sostituiti infatti da Al Kooper all'organo, Paul Griffin al piano, e Levon Helm alla batteria.